# واشينجتون تايس
واشينجتون تايس (بالإسبانية: Washington Tais)‏ (21 ديسمبر 1972 بمونتفيدو في الأوروغواي - ) هو لاعب كرة قدم أوروغواني في مركز الدفاع. شارك مع منتخب الأوروغواي تحت 20 سنة لكرة القدم ومنتخب الأوروغواي لكرة القدم. أما مع النوادي، فقد لعب مع بنيارول وراسينغ سانتاندير وريال بيتيس وميرامار ميشنس ونادي دانوبيو.

## وصلات خارجية
- واشينجتون تايس على موقع الاتحاد الدولي (مؤرشف)  (الإنجليزية)
- واشينجتون تايس على موقع قاعدة بيانات كرة القدم.إي يو (الإنجليزية)
- واشينجتون تايس على موقع ناشيونال فوتبول تيمز (الإنجليزية)
- واشينجتون تايس على موقع Soccerway.com (الإنجليزية)